# Louis Hudson
Pour les articles homonymes, voir Hudson.
Henry Dewey Louis Hudson (né le 16 mai 1898 à Toronto, mort le 24 juin 1975 à Timmins) est un joueur canadien de hockey sur glace.

## Biographie
Son père né aux Etats-Unis est arrivé au Canada à 13 ans en 1873. Louis Hudson grandit à Toronto.
Hudson est diplômé du Humberside Collegiate Institute en 1917. Il étudie deux ans la médecine dentaire à l'université de Toronto, puis devient dentiste dans la vie civile, recevant son diplôme en 1926.
Son frère Henry est le dentiste personnel du joueur des Maple Leafs de Toronto Bill Barilko et celui qui pilote l’avion disparu le 27 août 1951, accident dans lequel ils meurent.

## Carrière
Louis Hudson joue d'abord avec les juniors de Toronto Aura Lee (OHA-Jr) en 1916-1917, gagnant avec eux le championnat.
Il remporte des championnats intercollégiaux de hockey sur glace en tant que capitaine de l'équipe de l'University of Toronto Schools, les Varsity Blues de Toronto, pendant les saisons 1923-1924, 1925-1926,  1926-1927. Il est également membre de l'équipe de championnat intercollégial 1924-1925 dirigée par le futur coéquipier olympique Joseph Albert Sullivan.
En 1927, elle remporte la Coupe Allan, décernée chaque année à la meilleure équipe amateur senior.
Il joue 88 matchs en OHA et CIHU, marquant 83 buts et 29 assistances pour 112 points.
En tant que membre des Varsity Blues de Toronto, Louis Hudson fait partie de l'équipe nationale du Canada qui remporte la médaille de d'or aux Jeux olympiques de 1928 à Saint-Moritz. Comme il est le capitaine des Varsity Blues, il est aussi le capitaine de l'équipe olympique. Il dispute trois matchs et marque quatre buts.
Son nom figure également parmi les sélectionnés canadiens pour les Jeux olympiques de 1924.
Il prend sa retraite après les Jeux olympiques de 1928. Il est ultérieurement un très bon joueur de curling.